# Idgia luzonica
Idgia luzonica is een keversoort uit de familie Prionoceridae. De wetenschappelijke naam van de soort is voor het eerst geldig gepubliceerd in 1924 door Pic.